# گونی‌کاش (بسنی)
گونی‌کاش (انگلیسی: Güneykaş (به کردی: Gelbilason) یک منطقه مسکونی در ترکیه است که در استان آدیامان و در ناحیه بسنی واقع شده است.